# Deuteraphorura diaelleni
Deuteraphorura diaelleni is een springstaartensoort uit de familie van de Onychiuridae. De wetenschappelijke naam van de soort is voor het eerst geldig gepubliceerd in 1976 door Neuherz & Nosek.